# Microtus abbreviatus
Microtus abbreviatus е вид бозайник от семейство Хомякови (Cricetidae).

## Разпространение
Видът е разпространен в САЩ (Аляска).